# Шаренград
Шаренград (на хърватски: Šarengrad) е село в Хърватия, Вуковарско-сремска жупания, община Град Илок.

## География
Селото се намира край възвишението Фрушка гора в историко-географската област Срем между градовете Вуковар и Илок. Заедно с гр. Илок и селата Бабска и Мохово съставят община Град Илок.
Разположено е на южния бряг на река Дунав. Отвъд фарватера на Дунава се намира остров Шаренградска ада (или само Шаренград), изцяло заобиколен от територия на Сърбия.
Населението на селото е от 528 души съгласно преброяване от 2011 г., главно хървати – 89,95 % (1991). В течение на ХХ век населението му почти постоянно намалява. Най-многобройно е през 1953 г. с 1622 жители.

## История
На хълм до центъра на селото се издигат развалини от древноримската крепост Атия (Castellum Athya). По-късно е принадлежала на унгарски феодали. Днес от нея са останали почти запазена кула и част от крепостните стени.